# شهرستان العبر

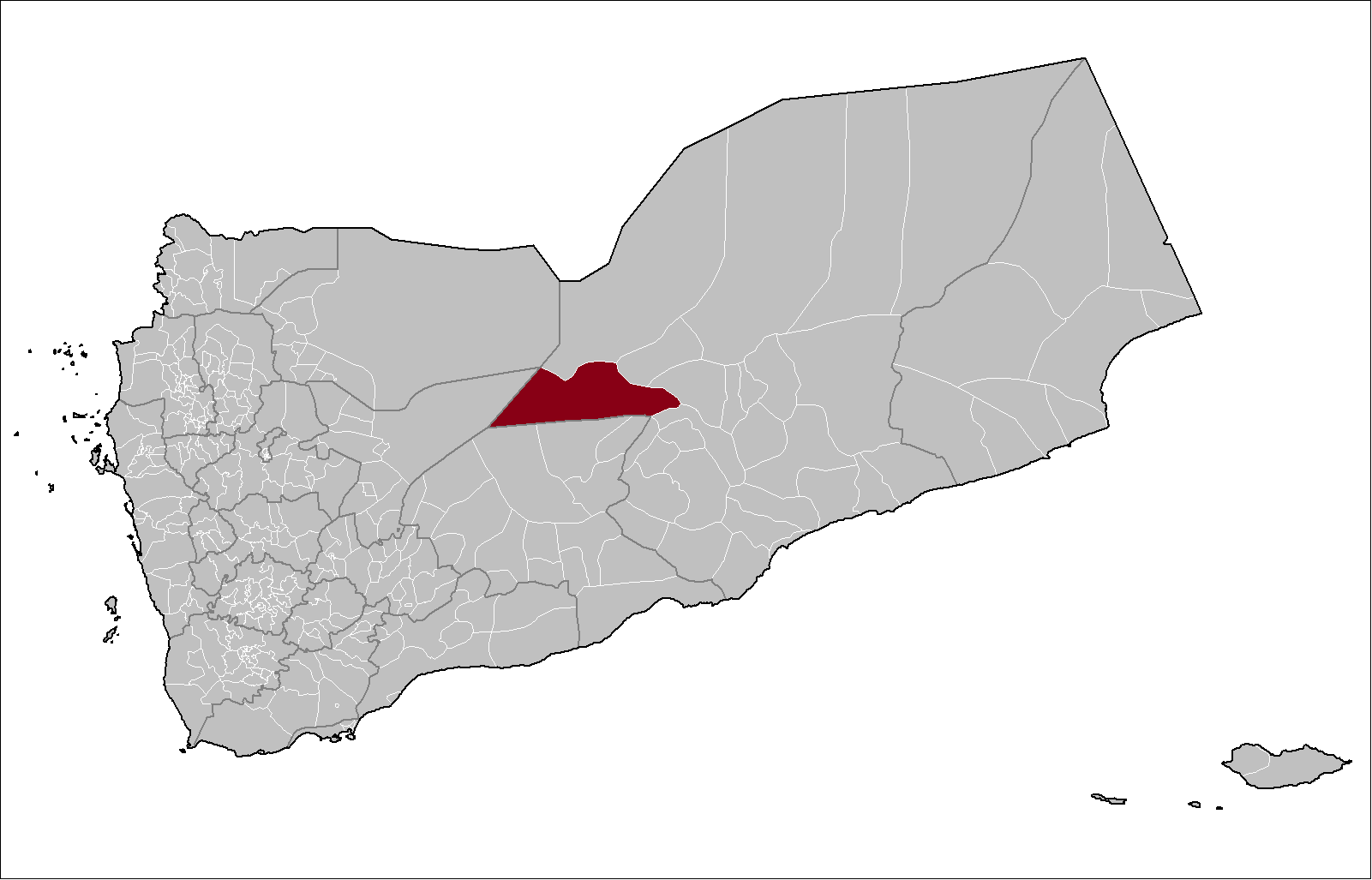
موقعیت شهرستان العبر

ناحیهٔ العبر (به عربی: مدیریة العبر) یک ناحیه در یمن است که در استان حضرموت واقع شده‌است.

## خصوصیات
ناحیهٔ العبر ۳٬۳۴۸ نفر جمعیت دارد.